# Henk Meijer (kunstenaar)
Hendrik (Henk) Meijer (ook wel genoemd Henk Meyer) (Groningen, 22 december 1884 - Wassenaar, 22 februari 1970) was een Nederlands beeldend kunstenaar, illustrator en tekendocent.
Hij kreeg zijn opleiding aan de Academie Minerva in Groningen en aan de Rijksakademie van beeldende kunsten in Amsterdam, waar hij onder meer les kreeg van Antoon Derkinderen en waar hij later zelf ook les heeft gegeven.
Hij was lid van de uit de Rijksacademie voortgekomen Kunstenaarsvereniging Sint Lucas en nam deel aan de tentoonstelling van deze vereniging in het Stedelijk Museum in Amsterdam in 1914.
Een bekend werk van Meijer is een geschilderd portret van Bon Ingen-Housz dat hij maakte in 1923 en dat nu in het Breda's Museum hangt.
Van 1921 tot 1950 was Henk Meijer docent tekenen aan de Academie van beeldende kunsten in Den Haag.
Tot zijn leerlingen (aan de academie en/of privé) behoorden: zijn zoon Mans Meijer, Theo Bitter, Kees Bol, Lodewijk Bruckman, Bob Bruijn, Rein Draijer, Stien Eelsingh, Willem Minderman, Toos Neger, Henk Peeters, Toon Wegner, Co Westerik en Cornelis Zitman.
- Biblioteca Nacional de España: XX1129467
- Biografisch Portaal: 49355081
- International Standard Name Identifier: 0000 0003 8890 0881
- Nationale Bibliotheek van Israël: 987007265485405171
- Nederlandse Thesaurus van Auteursnamen: 164038108
- RKD-Nederlands Instituut voor Kunstgeschiedenis: 54940
- Virtual International Authority File: 282189569
- WorldCat: E39PBJcrj7whTvpfy3VJxMpF8C